# Phrudocentra tenuis
Phrudocentra tenuis là một loài bướm đêm trong họ Geometridae.